# Hipokorystyk
Hipokorystyk (hipokorystykum, hipokoristikon, hypocorisma, od gr. ὑποκορίζεσθαι hypokorízesthai „nazywać pieszczotliwie”) – wyraz pieszczotliwy, sygnalizujący czułość mówiącego, sympatię bądź aprobatę, zwykle w formie zdrobniałej.
Przykłady:
- Elżbieta – Ela, Elżunia
- Małgorzata – Małgosia, Gosia
- Weronika – Werka, Wera
- Katarzyna – Kasia
- kot – koteczek, kicia

Hiszpański:
- José – Pepe
- Francisco – Paco, Pancho, Curro, Kiko
- Luis – Lucho
- María del Rosario – Charo, Chayo
- Consuelo – Chelo
- Dolores – Lola

Kataloński:
- Josep – Pep,
- Joaquim – Quim,
- Francesc – Cesc;
- Joaquim – Ximo,
- Jesús – Suso/Xuso,
- Albert – Berto,
- Vicent – Cento[1]

Czeski:
- Adam – Áďa
- Bohuslav, Bohumil – Bohuš, Bob
- Jan – Honza, Jeník
- Jósef – Pepik
- Kateřina – Kačka
- Stanislav – Staník

Rosyjski:
- Swietłana – Swieta,
- Michaił – Misza,
- Siergiej – Sierioża,
- Marija – Masza, Maszeńka/Mania

Japoński:
- Keita – Keita-kun
- Mao – Ma-chan
- Reina – Reina-chan/Rei-chan
- Taro – Taro-kun

Hebrajski:
- David – Dudu
- Chana – Chani
- Israel – Srulik
- Yehezkel – Hezi
- Beniamin – Beni
- Avraham – Avi
- Itzhak – Itzik
- Shmuel – Shmulik
- Yosef – Sefi
- Rivka – Rivi